# Antoine-Joseph Pernety
Pour les articles homonymes, voir Pernety.

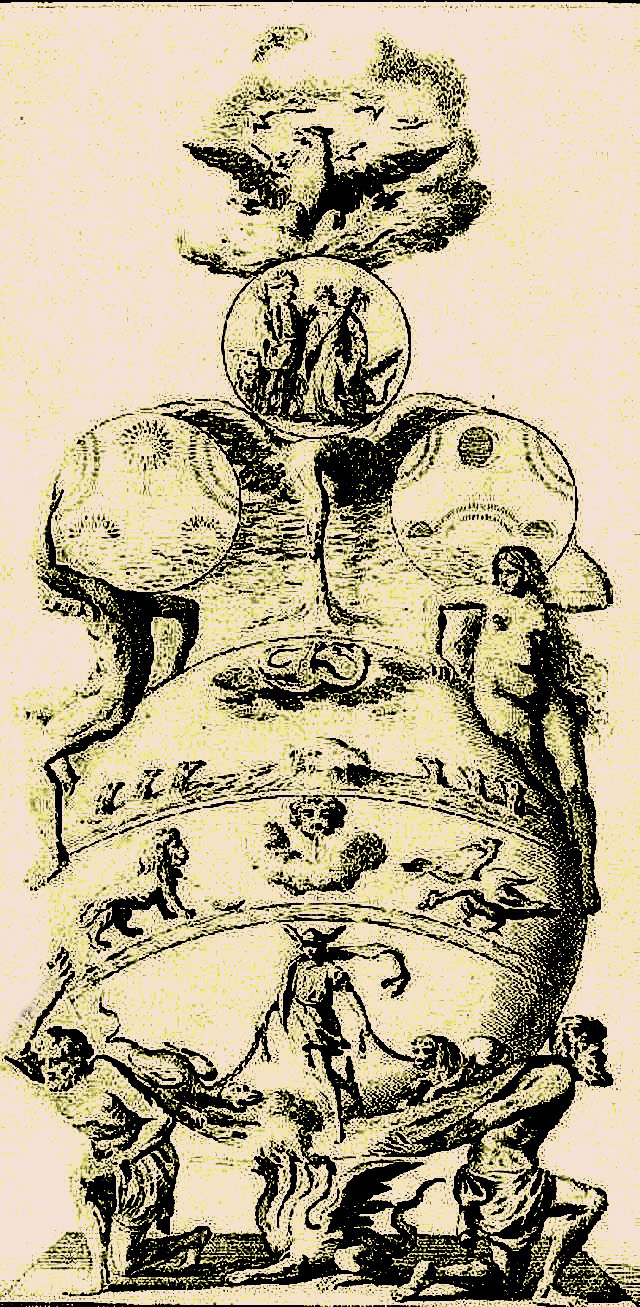
Le Grand Œuvre selon Dom Pernety.

Antoine-Joseph Pernety dit Dom Pernety, né le 23 février 1716 à Roanne (Loire) et mort le 16 octobre 1796 à Avignon (Vaucluse), est un bénédictin mauriste défroqué, alchimiste et écrivain. Il se rendit célèbre en fondant en Prusse les Illuminés de Berlin puis les Illuminés d'Avignon lors de son retour en France.

## Biographie

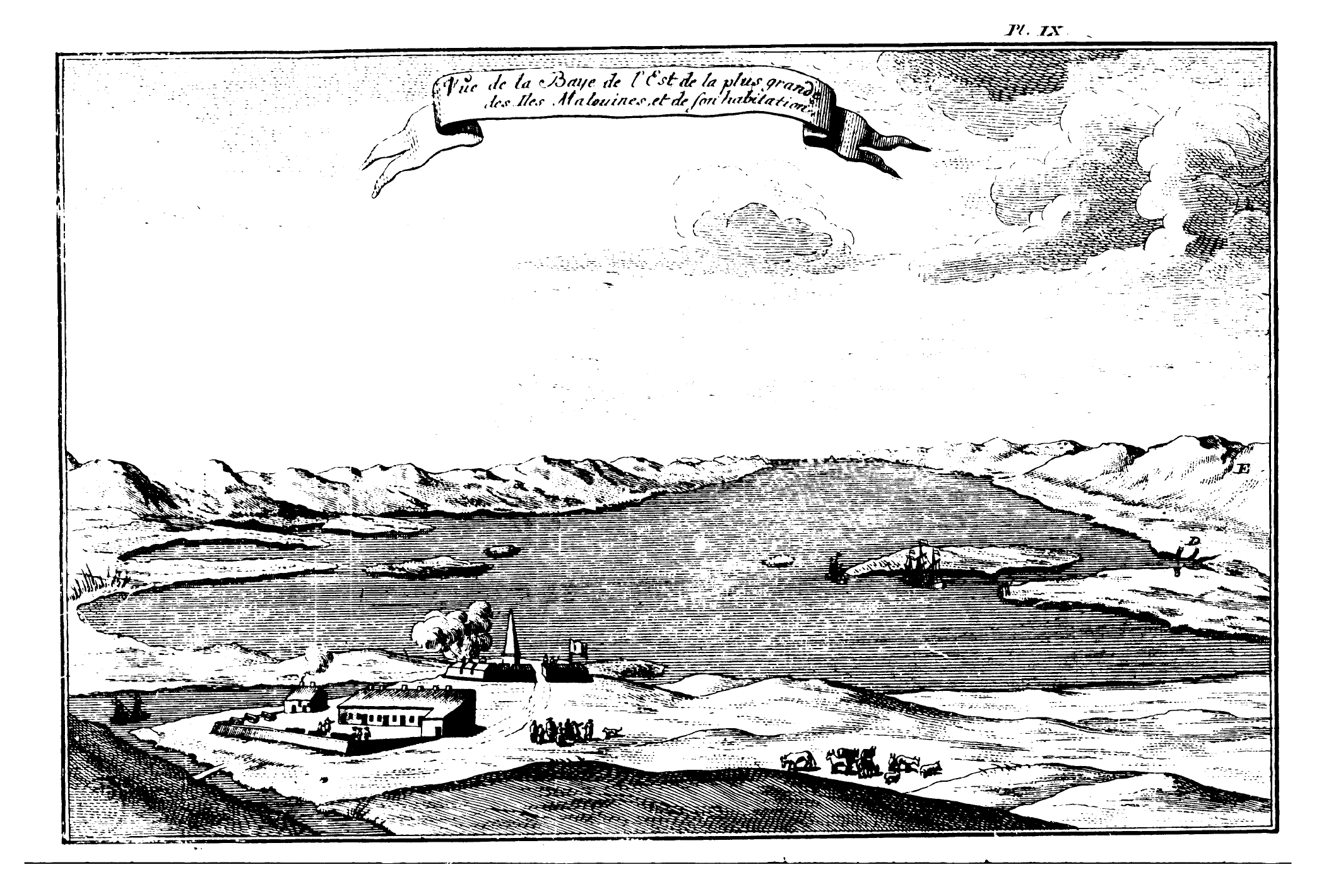
Port-Louis, Îles Malouines. Dom Pernety, 1769.

Neveu de l'érudit lyonnais Jacques Pernetti, il entre comme lui dans les ordres. 
Il avait découvert l'hermétisme, en 1757, dans la bibliothèque de l'abbaye de Saint-Germain-des-Prés. Extrêmement cultivé et érudit, en 1762-1763, il partit avec Bougainville aux îles Malouines en tant qu’aumônier et naturaliste. Revenu en France, il se défroqua et se rendit pour la première fois à Avignon où il entra dans la loge des Sectateurs de la Vérité. Pour fuir l'Inquisition du vice-légat d’Avignon, Grégoire Salviati, il dut s’exiler à Berlin auprès de Frédéric II de Prusse, qui le nomma conservateur de sa bibliothèque. Il put dès lors continuer ses recherches sur le Grand Œuvre et se lança dans l’étude de vieux grimoires pour découvrir le secret de la pierre philosophale. Il se passionna pour les doctrines mystiques du suédois Emanuel Swedenborg  et il fonda, avec le comte polonais Grabienka, les Illuminés de Berlin. Son prosélytisme ne plut point au roi qui le renvoya.

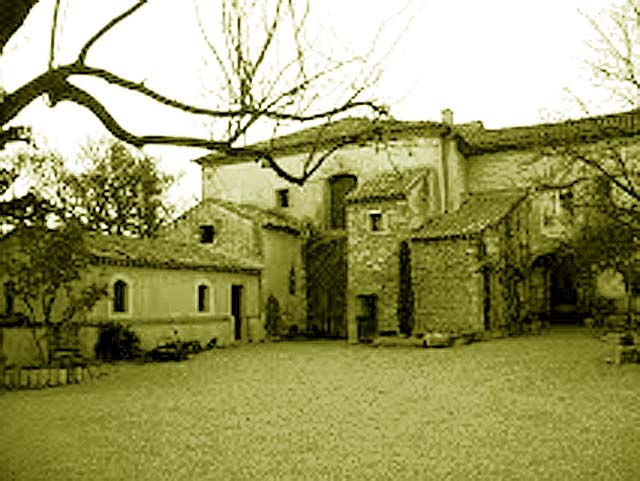
Château du Mont-Thabor, à Bédarrides.

Accompagné du comte, il revint à Avignon et accepta, fin 1784, l'invitation du marquis de Vaucroze, riche propriétaire terrien à Bédarrides qui se dit prêt à les accueillir chez lui, dans une de ses propriétés qui devint dès lors le « Temple du Mont Thabor ».

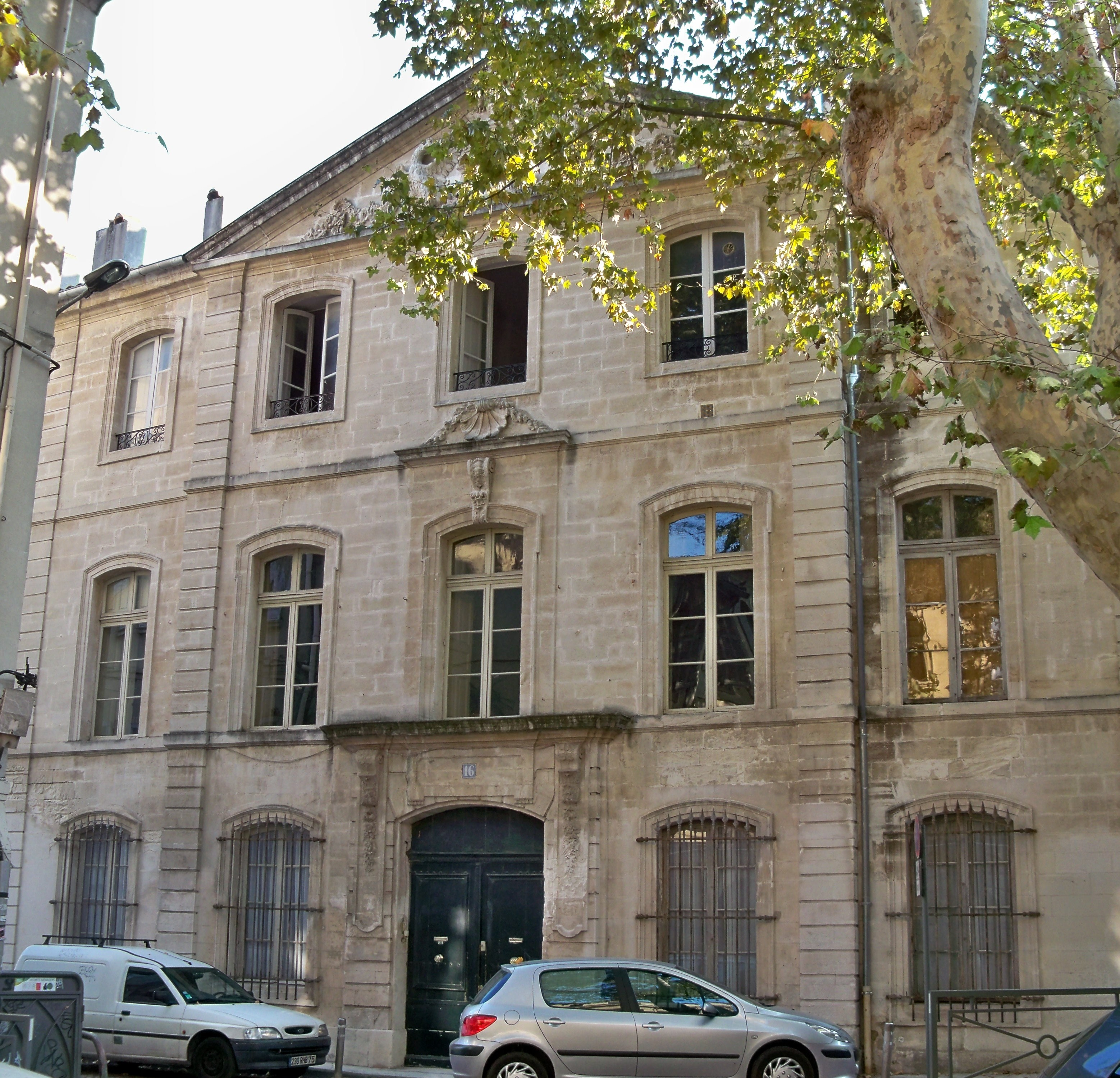
Hôtel de Gasqui, où décéda Pernety.

Ces agapes fraternelles réunirent jusqu’à plus de cent personnes. L’irruption de la Révolution française dans les états pontificaux d’Avignon et du Comtat Venaissin, dispersa les Illuminés. Arrêté, Pernety fut rapidement relâché sur l’intervention personnelle du citoyen François Poultier, représentant en mission. Il trouva refuge chez l'avocat Vincent-Xavier Gasqui qui l’installa dans son hôtel de Gasqui, place des Trois-Pilats. Ce fut là qu’il décéda le 25 vendémiaire an V, soit le 16 octobre 1796.
Ses Fables égyptiennes et grecques dévoilées sont un ouvrage sur les sciences magiques et la symbolique des anciens. Il concerne l'alchimie et les éléments de la matière, les hiéroglyphes, les mythes, les dieux et toutes les représentations symboliques des anciens, l'étude de la philosophie hermétique.
Pour composer ses Fables égyptiennes et grecques, il s’inspire largement de Michael Maier, au point de garder le plan en six livres, d’Arcana Arcanissima, avec les mêmes titres qu’il traduit textuellement en français. Pernety l’explique lui-même : « J’ai lu avec attention plusieurs des traités de Michaël Maïer, et ils m’ont été d’un si grand secours, que celui qui a pour titre Arcana Arcanissima, a servi de canevas à mon ouvrage… ».
Dans sa Dissertation sur l'Amérique & les Américains il propose de prouver, contre le sentiment de Corneille de Pauw, que l’Amérique n’a pas été plus disgraciée de la nature que les autres parties du monde.

## Bibliographie

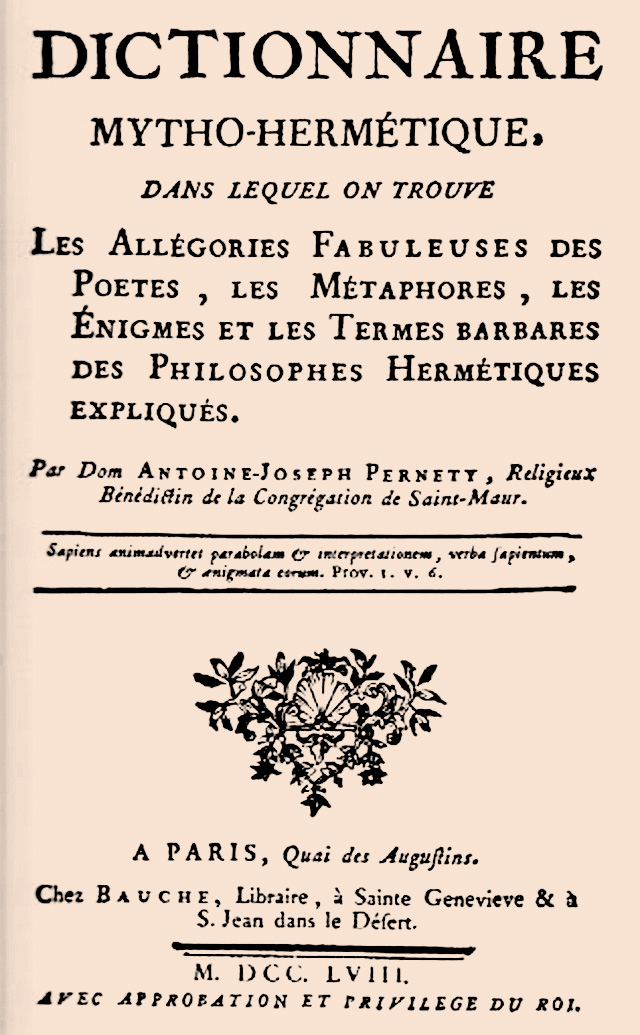
Frontispice du Dictionnaire mytho-hermétique de Dom Pernety, 1758

### Œuvres de Pernety
- Manuel bénédictin, contenant l'Imitation de Jésus-Christ ; la Règle de saint Benoist ; les Exercices tirés de cette règle ; et la Conduite pour la retraite du mois (1755).
- Dictionnaire portatif de peinture, sculpture et gravure avec un traité pratique des différentes manières de peindre, dont la théorie est développée dans les articles qui en sont susceptibles. Ouvrage utile aux artistes, aux élèves & aux amateurs (1757) Texte en ligne.
- Les Fables égyptiennes et grecques dévoilées et réduites au même principe, avec une explication des hiéroglyphes et de la guerre de Troye (1758). Réédition : La Table d'émeraude, Paris, 1982.  Texte en ligne 1 2.
- Dictionnaire mytho-hermétique, dans lequel on trouve les allégories fabuleuses des poètes, les métaphores, les énigmes et les termes barbares des philosophes hermétiques expliqués (1758). Réédition : Bibliotheca Hermetica, 1972 (herve.delboy.perso.sfr.fr).
- Journal historique d'un voyage fait aux îles Malouines en 1763 et 1764 pour les reconnoître et y former un établissement et de deux voyages au détroit de Magellan avec une relation sur les Patagons (2 volumes, 1769) Texte en ligne 1 2.
- Discours sur la physionomie et les avantages des connoissances physionomiques (1769).
- Dissertation sur l'Amérique & les Américains (1770).
- Examen des Recherches philosophiques sur l'Amérique et les Américains, et de la Défense de cet ouvrage (1771).
- Les Vertus, le pouvoir, la clémence et la gloire de Marie, mère de Dieu (1790) Texte en ligne.

### Études sur Pernéty
- Joanny Bricaud, Les Illuminés d'Avignon. Étude sur Dom Pernety et son Groupe, Paris, Librairie Critique Emile Nourry, 1927.
- Jean-Paul Clébert, Guide de la Provence mystérieuse, Paris, Éditions Tchou, 1965.
- Micheline Meillassoux-le Cerf, Dom Pernety et les Illuminés d'Avignon. Sainte Parole, Arche Milan, 1992,  (ISBN 978-8872521601).
- Joseph Girard, Évocation du vieil Avignon, Paris, 1958 - ré-édité Éditions de Minuit, 2000  (ISBN 2-7073-1353-X)
- Serge Caillet, Dom Antoine-Joseph Pernéty, théosophe et alchimiste. Textes choisis et présentés, Signatura, 2009, 126 p.